# هالوک (مینه‌سوتا)
هالوک، مینه‌سوتا (به انگلیسی: Hallock, Minnesota) یک شهر در ایالات متحده آمریکا است که در شهرستان کیتسان، مینه‌سوتا واقع شده‌است.

## خصوصیات
هالوک ۵٫۴۴ کیلومترمربع مساحت و ۹۸۱ نفر جمعیت دارد و ۲۴۹ متر بالاتر از سطح دریا واقع شده‌است.